# نظرية الميلانين

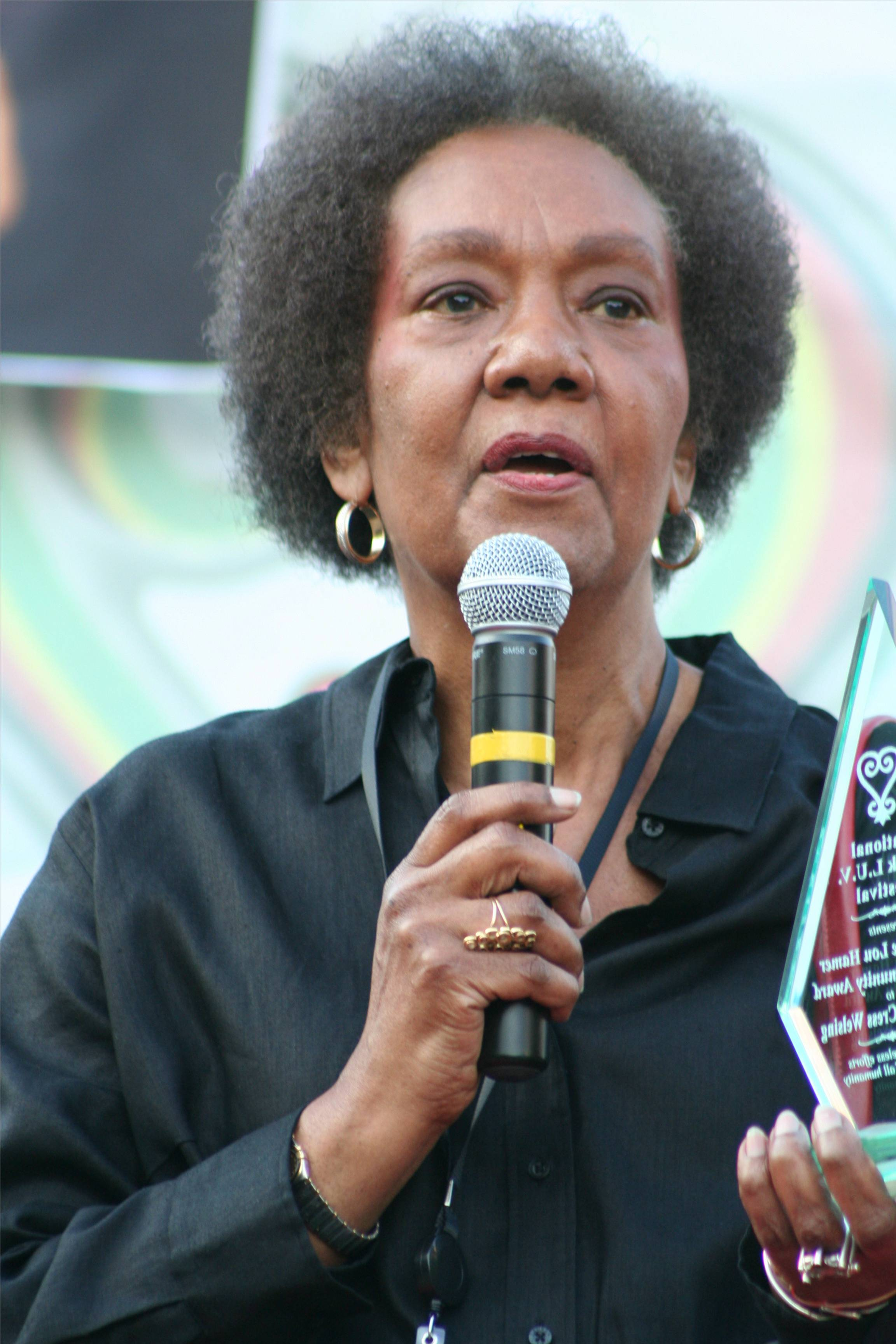

نظرية الميلانين هي إدعاء في مجال الأفرو-مركزية والتي تقول أن مستوى أعلى من الميلانين، وهو المحدد الرئيسي للون البشرة في البشر، هو سبب التقوق الفكري والجسدي لذوي البشرة الداكنة من الناس ويوفر لهم قوى خارقة. تعتبر النظرية عنصرية ومن العلم الزائف.

## الإدعاء
بحسب برنارد أورتيز دي مونتيلانو من جامعة واين ستيت، فإن «الخصائص المزعومة للميلانين، ومعظمها غير مدعوم أو غير ذي صلة أو تشويه سؤ منهجية علمية، تستخدم... لدعم إدعاءات الأفرو-مركزية. من أكثرها شيوعًا هي أن البشر قد تطوروا كسود من إفريقيا، وأن البيض هم مسوخ لفقدانهم ميلانين لون البشرة مثل ألبينوس، أو فاقدي الميلانين». أيد ليونارد جيفريز فرضية الميلانين، التي تعتقد مجلة «التايم» أن «الميلانين، صبغة البشرة الداكنة، يمنح السود تفوقًا فكريًا وجسديًا على البيض».

## أنصار بارزون[1][9]
- فرانسيس كريس ويلسينج
- ليونارد جيفريز
- نعيم أكبر
- ريتشارد د. كينج (طبيب نفساني)